# Матей Нешков
Матей Христов Нешков е български революционер, крушевски деец на Вътрешната македоно-одринска революционна организация.

## Биография
Матей Нешков е роден в град Крушево, тогава в Османската империя. Занимава се с търговия. Присъединява се към ВМОРО в 1895 година и оглавява Крушевския околийски революционен комитет. През пролетта на 1903 година е арестуван от властите и затворен в Битоля.
При избухването на Балканската война в 1912 година крушевчаните Йордан Нешков (28 години), Наум Нешков (27 години), Петър Нешков (22 години) и Спасе Нешков (40 години) са доброволци в Македоно-одринското опълчение, като първите трима служат във 2 рота, а четвъртият в Нестроевата рота на 6 охридска дружина.